# Acanthosicyos
Acanthosicyos es un género de plantas con flores perteneciente a la familia Cucurbitaceae. Comprende 2 especies descritas y aceptadas.

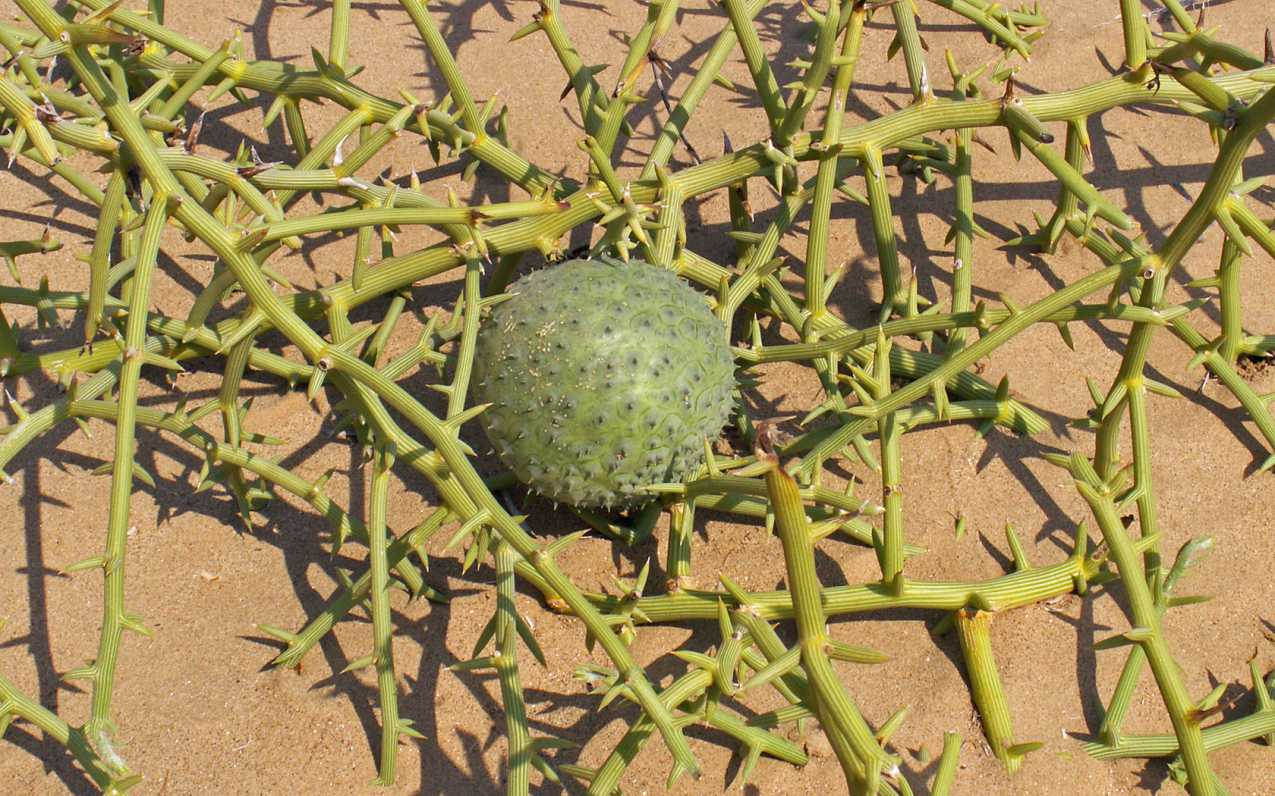
A. horridus con su fruto.

## Taxonomía
El género fue descrito por Welw. ex Hook.f. y publicado en Genera Plantarum 1(3): 824. 1867. 	La especie tipo es: Acanthosicyos horridus Welw. ex Hook.f. 
Etimología
Acanthosicyos: nombre genérico que deriva de las palabras griegas akantha = "de espino" y sykios = "pepino o calabaza".

## Especies aceptadas
A continuación se brinda un listado de las especies del género Acanthosicyos aceptadas hasta enero de 2014, ordenadas alfabéticamente. Para cada una se indica el nombre binomial seguido del autor, abreviado según las convenciones y usos.
- Acanthosicyos horridus Welw. ex Hook.f.
- Acanthosicyos naudinianus (Sond.) C.Jeffrey